# Sant Pere el Gros
Sant Pere el Gros és una església romànica situada al municipi de Cervera, a la Segarra. L'edifici respon a les formulacions pròpies de l'arquitectura llombarda del segle xi i és un dels millors exemplars de l'arquitectura medieval catalana que adopten la tipologia de nau amb planta circular. Destaca pel fet de ser l'església romànica ubicada més a ponent de totes les construïdes en aquest període. L'església de Sant Pere el Gros es troba als afores de Cervera, al sud-oest, en una lleugera elevació del terreny a la confluència del torrent Salat amb el riu d'Ondara. És un monument declarat bé cultural d'interès nacional.

## Descripció
L'única construcció conservada del complex monacal és un exponent destacat de la tipologia d'església de planta circular. Els seus trets peculiars permeten atribuir-li una funció diferenciada i una significació específica respecte al marc on s'integrava. Ara bé, aquestes no han estat establertes amb precisió absoluta, malgrat que hom ha insinuat el caràcter funerari, associant l'obra a les característiques d'un Sant Sepulcre
Segons Villanueva, la capella data del segle xi, opinió que ha estat respectada en bibliografia posterior. Tot i que no coneixem dades segures pel que fa al bastiment, seria lògic situar-lo a la fi d'aquell segle o bé a principi del segle xii: Es tracta d'un edifici de planta centralitzada amb absis semicircular acusat a l'exterior, en el qual s'obren dues finestres de doble esqueixada i de proporcions desiguals. El parament, disposat amb certa regularitat, presenta els murs exteriors pràcticament llisos, encara que hi ha un nivell de sòcol a partir del qual alguns autors pensen que es preveia un sistema de lesenes. Coronant la coberta, de pedres planes, s'eleva una espadanya simple, potser posterior a l'edifici
L'ingrés és constituït per una porta amb arc de mig punt que s'obre en el mur, de gruix molt considerable, de tal manera que permet la conformació d'un llindar, avantsala de l'espai circular. La porta es troba desplaçada del que seria l'eix longitudinal que defineix l'interior. Aquest es conforma mitjançant la conjugació de l'absis i la rotonda, units gràcies a un tram, que en la zona del presbiteri, estableix la transició entre tots dos, com en els exemples de Sant Sepulcre d'Olèrdola i Sant Jaume de Vilanova. L'interior del mur va ser buidat amb una sèrie de fornícules que articulen i alleugereixen l'Ambit corresponent a la nau, aquests elements es retroben en el marc de construccions característiques del primer romànic i que tampoc són estranyes a la tipologia d'esglésies circulars, on poden adquirir, fins i tot, les dimensions de petites capelles, així, podríem tenir en compte la planta de Sant Esteve de Sallent

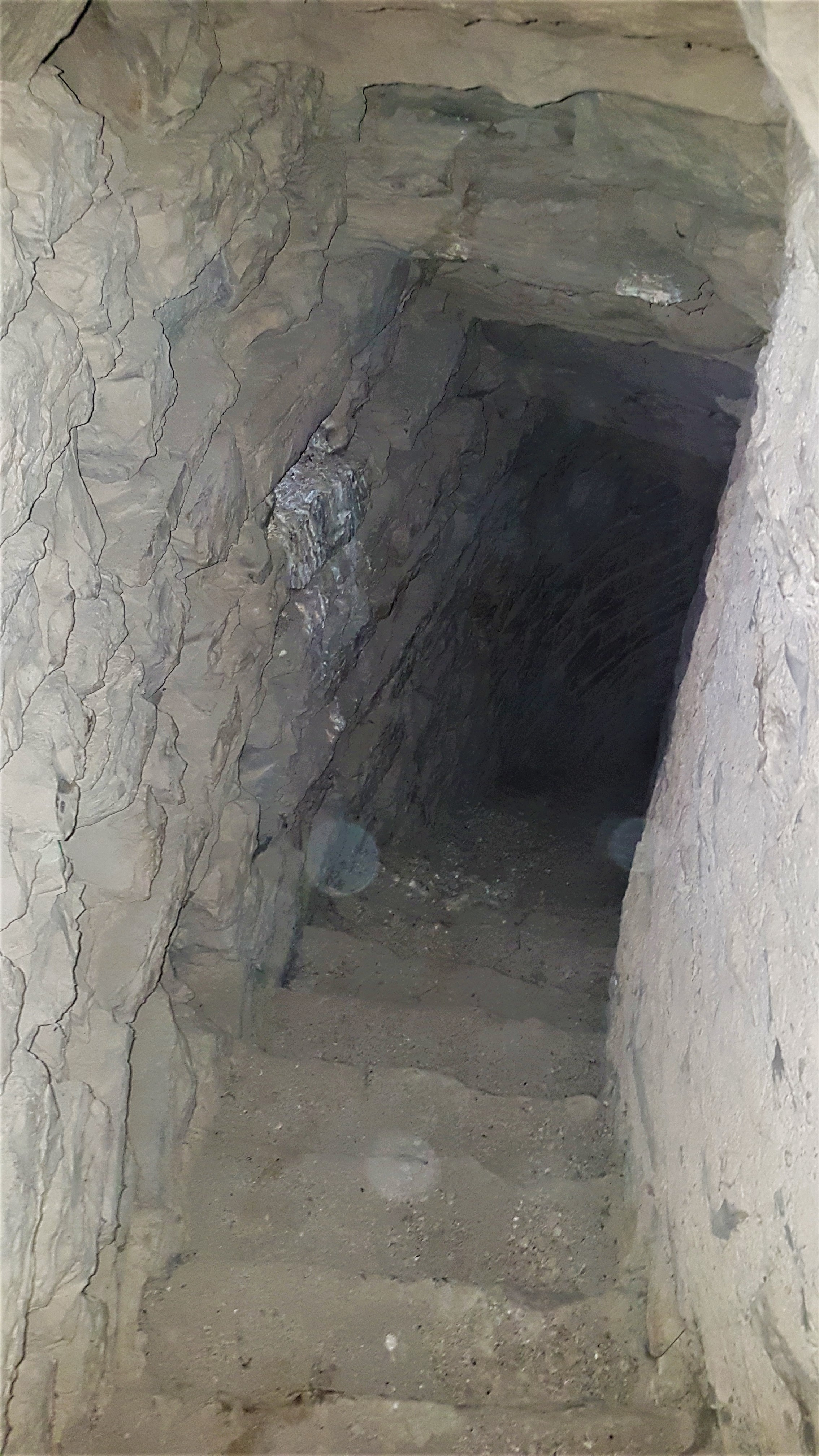
Escala d'accés a la coberta empotrada al mur

El sistema de cobertes determina a l'espai centralitzat una falsa cúpula, mentre que a l'absis hi ha una volta de quart d'esfera, com en els nínxols. L'espai que enllaça la nau i la capçalera és cobert per arcuacions de mig punt que donen solució per tal de tancar un tram en degradació. Podem esmentar, així mateix, una escala que recorre el gruix del mur i que permet accedir a la zona de cobertes
És sabut que fins al 1715 hi havia encara en aquest indret dependències de l'antic conjunt monacal, que ja des del segle xv havia estat abandonat per la seva comunitat. Amb tot, a final del segle xviii es va realitzar una reforma parcial de les edificacions, en particular de sant Pere Gros, en què es practicà l'arrebossat general i s'introduïren alguns elements de mobiliari litúrgic. En els anys 1960 l'església fou restaurada, i alliberada d'intervencions alienes al romànic, si bé no espot afirmar que el seu aspecte sigui estrictament l'originari.

## Situació

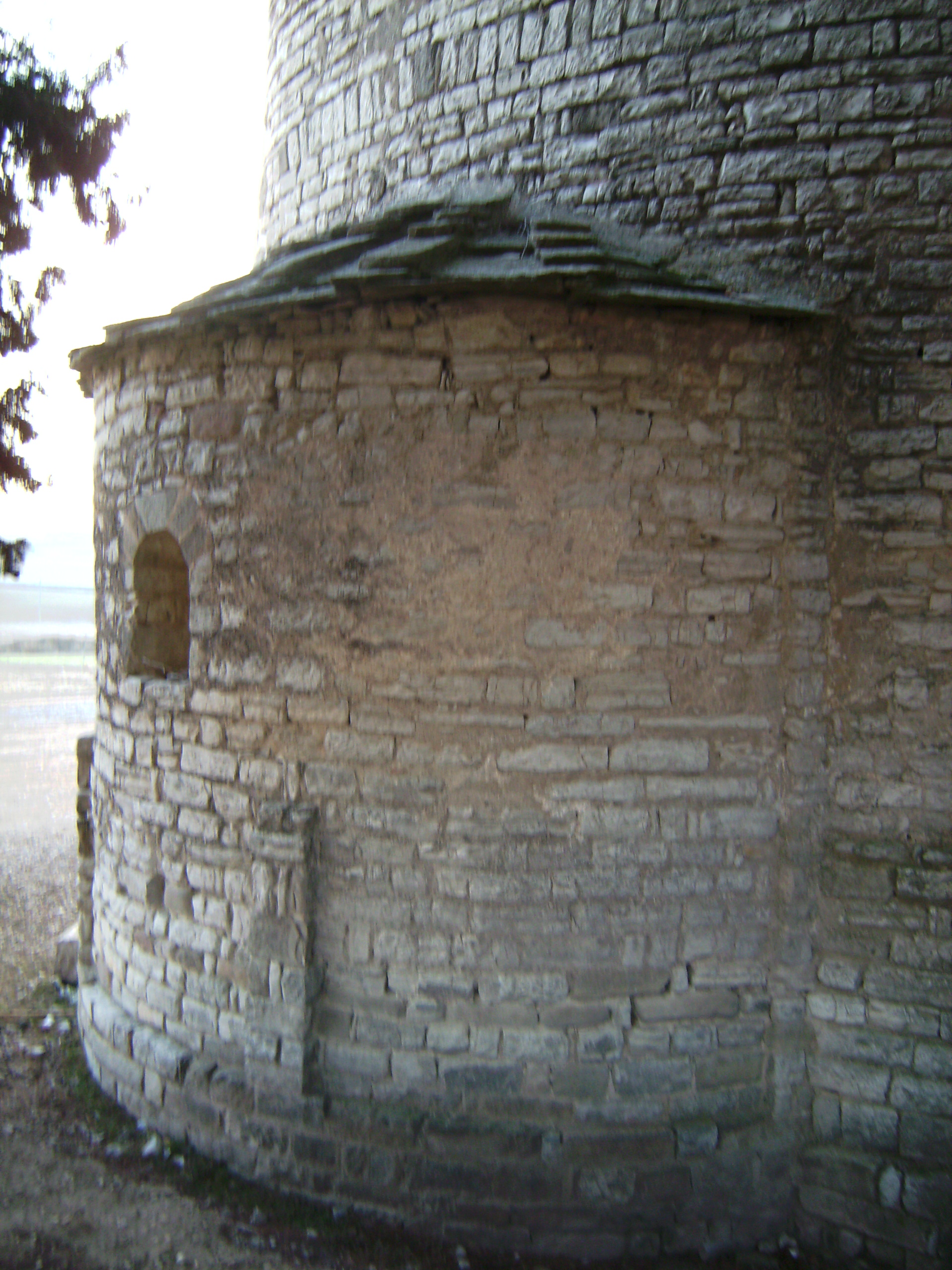
Absis

L'església de Sant Pere el Gros es troba als afores de Cervera, al sud-oest, en una lleugera elevació del terreny a la confluència del Torrent Salat amb el riu d'Ondara. Va ser construïda al segle xi i destaca pel fet de ser l'església romànica ubicada més a ponent de totes les construïdes en aquest període. Se'n té coneixement documental des de 1079. Va ser adscrita primer al monestir de Sant Pere de Rodes i posteriorment al monestir de Santa Maria de Ripoll, que hi va establir un priorat benedictí. La seva decadència ja era un fet al segle xiv quan es va transformar en ermita.
Des de 1936 és propietat del Patronat de l'Arxiu Històric de Cervera, que la va restaurar el 1960.
L'església de Sant Pere el Gros és d'estil romànic, d'una nau de planta circular deformada i coberta amb cúpula de pedra, on s'adossa un absis semicircular també cobert amb volta de quart d'esfera, a sobre de la qual hi ha una teulada de lloses de pedra. En un mur interior de la nau circular s'obren sis alts nínxols o llargues fornícules fins a terra, en un dels quals s'ubica l'escala. Destaquen les lesenes de l'absis i l'acurat aparell carreuat de tota la construcció amb un sòcol perimetral. De la resta de construcció del priorat no en queda cap resta.
L'originalitat de l'església de Sant Pere el Gros rau tant en la seva tipologia de planta circular com en les seves mides, ja que juntament amb la de Sant Esteve de Sallent o la del Sant Sepulcre d'Olèrdola, és una de les més grans de Catalunya.

## Entorn protegit
La delimitació de l'entorn de protecció de l'església de Sant Pere el Gros té com a finalitat controlar l'harmonia entre el monument i els espais naturals que l'envolten, per tal de mantenir els invariants que caracteritzen el paisatge rural on es troba.
La situació de l'edifici sobre el territori i la configuració dels espais oberts que l'envolten fan que existeixin àmplies perspectives sobre el monument des dels terrenys adjacents. Aquest fet obliga a crear un espai de protecció al seu voltant que garanteixi el necessari suport ambiental al bé i mantingui l'actual relació de l'edifici amb el seu entorn. En aquest sentit, amb la delimitació de l'entorn es preserva la zona arbòria que envolta l'edifici, i que constitueix el seu espai natural més proper, i els espais oberts situats al nord i oest i delimitats pels cursos fluvials del riu d'Ondara i el Torrent Salat. Pel sud i l'est la delimitació es justifica també pels motius exposats, amb una franja preventiva de 50 metres a partir de l'eix del camí que segueix la direcció nord-est-sud-oest, segons es representa al plànol. Aquesta dimensió es considera suficient per preveure la potencialitat arqueològica i per garantir les visuals del monument de d'aquestes direccions.
Aquesta delimitació té la voluntat de no afectar més espais dels estrictament indispensables per a la correcta percepció del monument i per a la protecció de l'indret. La morfologia pròpia d'aquest espai rural i la delimitació realitzada garanteixen el control sobre les possibles intervencions que els puguin afectar i la conservació dels seus valors, tant presents com futurs.

## Història
L'església de Sant Pere Gros, situada als afores de la ciutat de Cervera, és el testimoni que ens resta d'una antiga fundació benedictina, de la qual hi ha documentació des del segle xi (1072). El 1081, Guillem Ramon de Cervera i Arsenda en fan donació al monestir de Ripoll, que hi fundà el priorat de Sant Pere de Cervera, ja esmentat el 1089.
Documentada el 1072, set anys més tard els esposos El·lemar i Ermessenda la cediren al monestir de Sant Pere de Rodes perquè hi fundés un cenobi. La donació no fou acceptada per Guillem Ramon i la seva esposa Arsenda, senyors de Cervera. Finalment, el 1081 van decidir cedir-la a Santa Maria de Ripoll per establir-hi un priorat benedictí que s'anà engrandint en poc temps. El 1089 són nombroses les referències sobre els seus priors que eren monjos de Ripoll.
Consta en les relacions de la dècima papal recaptada a la diòcesi de Vic dels anys 1279 i 1280. Al segle xv, va entrar en decadència fins al punt de què l'església passà a la condició de simple ermita i sense residir-hi cap monjo. Curiosament, malgrat l'abandonament, al segle xviii s'hi va construir un retaule neoclàssic i es feien petites obres de millora. Des de 1936 és propietat del Patronat de l'Arxiu Històric de Cervera, que la va restaurar totalment el 1960.
El 2010 s'hi van fer excavacions per trobar restes del monestir del qual només hi ha constància documental. S'hi van trobar restes que probablement són anteriors a l'edat mitjana.